# Clipsham
Clipsham – wieś w Anglii, w hrabstwie Rutland. Leży 14 km na północny wschód od miasta Oakham i 141 km na północ od Londynu. W 2001 miejscowość liczyła 120 mieszkańców.